# Andromeda XIII
Andromeda XIII (And XIII) – karłowata galaktyka sferoidalna znajdująca się w konstelacji Ryb w odległości prawie 3 milionów lat świetlnych od Ziemi. Galaktyka ta należy do Grupy Lokalnej i jest satelitą Galaktyki Andromedy. Jest oddalona o około 587 tys. lat świetlnych (180 kpc) od centrum Galaktyki Andromedy. Została odkryta w 2006 roku przez N. F. Martina i jego zespół.